# 吉川徹 (医師)
吉川 徹（よしかわ とおる、1972年 - ）は、日本の児童精神科医師。あいち発達障害者支援センター副センター長、尾張福祉相談センター児童専門監を務める。発達障害の臨床医である。

## 来歴
1998年に名古屋大学医学部を卒業後、春日井市民病院や名古屋大学医学部附属病院精神科に研修医として勤務。その後、2002年から愛知県立城山病院（現・愛知県精神医療センター）精神科に勤務。
2005年に愛知県心身障害者コロニー中央病院（後の愛知県医療療育総合センター中央病院）児童精神科医長に就任。その後、名古屋大学医学部附属病院親と子どもの心療科助教（2007年 - 2012年）を務めたのち、再び愛知県心身障害者コロニー中央病院に戻り、児童精神科医長（2012年 - 2019年）、部長（2019年 - 2024年）を歴任した。
2016年よりあいち発達障害者支援センター副センター長を務め、2023年には尾張福祉相談センター児童専門監に就任。現在、愛知県医療療育総合センター中央病院子どものこころ科で非常勤医師としても勤務し、発達障害の臨床と支援に携わっている。

## 所属学会
- 強度行動障害医療学会
- 日本ペアレント・メンター研究会
- 日本自閉症スペクトラム学会（常任理事・常任編集委員）
- 愛知児童青年精神医学会（理事・事務局長）
- 日本乳幼児・医学心理学会（評議員）
- 日本青年期精神療法学会（理事）
- 日本児童青年精神医学会（代議員）
- 日本小児精神神経学会
- 日本発達障害学会
- 日本精神神経学会

## 資格
- 精神保健指定医[2]
- 日本精神神経学会精神科専門医・指導医
- 子どものこころ専門医・指導医
- 日本児童青年精神医学会認定医
- 自閉症スペクトラム支援士（EXPERT）

## 著書
単著
- 『ゲーム・ネットの世界から離れられない子どもたち: 子どもが社会から孤立しないために』
（合同出版・2021年2月）

編著
- 『発達障害の思春期以降の合併症ー統合失調症様症状の合併について: 子どもの発達と情緒の障害』
（岩崎学術出版社・2009年12月）
- 『ペアレント・メンター入門講座 発達障害の子どもをもつ親が行なう親支援』
共編著者：井上雅彦・日詰正文・吉川徹・加藤香
（学苑社・2011年10月）
- 『ペアレント・メンター活動ハンドブック 親と地域でつながる支援』
共編著者：井上雅彦・吉川徹・加藤香
（学苑社・2014年1月）
- 『日常診療における成人発達障害の支援:10分間で何ができるか』
担当範囲：
第1章 座談会
第17章 自閉スペクトラム症成人患者の外来精神療法
共編著者：中村敬、本田秀夫(医師)、吉川徹、米田衆介、青木省三
（星和書店・2020年3月）
- 『対話から始める 脱!強度行動障害』
共編著者:日詰正文・吉川 徹・樋端佑樹
（日本評論社・2022年5月）
- 『ゲーム障害再考 : 嗜癖か、発達障害か、それとも大人のいらだちか』
執筆範囲：児童専門医の考えるゲーム障害臨床
共編著者：佐久間寛之、松本俊彦、吉川徹 (児童精神科医)、井原裕、斎藤環
（日本評論社・2023年6月）

監修
- 『イラスト版 10分で身につくネット・スマホの使い方
トラブルを回避する34のワーク』
（著者：ソーシャルメディア研究会(兵庫県立大学等)
編著：竹内和雄、合同出版・2022年8月）

分担執筆
- 『Bipolar disorder in Japan. In: Pediatric Bipolar Disorder: A Global Perspective.』
（Nova Science Pub Inc.・2007年）
- 『アスペルガー症候群:思春期以降の症候と診断（再録）
精神科治療学 ＜アスペルガー症候群＞論文集』
（星和書店・2007年10月）
- 『アスペルガー症候群-思春期以降の合併症と自殺-（再録）
アスペルガー症候群 歴史と現場から究める』
（至文堂・2007年10月）
- 『療育センターでの発達障害児への援助の実際（再録）
発達障害児への心理的援助』
（金剛出版・2008年9月）
- 『VI 発達の障害とその対応 １５ パニック: よくわかる子どもの精神保健』
（ミネルヴァ書房・2009年9月）
- 『注意欠陥／多動性障害: 今日の診断指針』
（医学書院・2010年3月）
- 『認知的個性を生かすための構造化: ワードマップ認知的個性』
（新曜社・2010年4月）
- 『精神科リュミエール 成人期の広汎性発達障害』
執筆範囲：従来の精神疾患との関係 統合失調症
（中山書店・2011年11月）
- 『発達障害ベストプラクティス精神科治療学　Vol.29増刊』
執筆範囲：ペアレント・メンター
（星和書店・2014年10月）
- 『発達障害の早期発見・早期療育・親支援』
執筆範囲：ペアレント・トレーニングとペアレント・メンター
（金子書房・2016年2月）
- 『心の発達支援シリーズ2　幼稚園・保育園児集団生活で気になる子どもを支える』
執筆範囲：「嘘をつく」「感覚過敏がある」
（明石書店・2016年3月）
- 『臨床児童青年精神医学』
執筆範囲：
第1章IV 周辺のリソースとその連携 
第９章 療育とリハビリテーション
第47章 外国人児童
第52章 施設における診療
第56章 司法・矯正
第57章 福祉制度と法
第58章 子どもの人権と児童精神科医療の倫理
（西村書店・2016年10月）
- 『子ども・大人の発達障害診療ハンドブック』
執筆範囲：思春期 養育者への支援
（中山書店・2018年1月）
- 『障がい児・者の手術室看護マニュアル』
執筆範囲：各科医師から一言: 児童精神科
（編著：重見研司、金芳堂・2018年1月）
- 『発達障害の精神病理』
執筆範囲：自閉スペクトラム症のある人の動機の構造—社会的動機づけと選好形成
（星和書店・2021年7月）
- 『医療心理臨床実践 : 「こころ」と「からだ」「いのち」を支える』
執筆範囲：薬物療法の基礎知識
（ナカニシヤ出版・2021年7月）
- 『発達障害のある子ども・若者の余暇活動支援』
執筆範囲：ネットやデジタルゲームと上手につきあうために
（金子書房・2021年9月）
- 『雑誌　こころの科学　223号　2022年5月号』
【特別企画】性をめぐる子どもの臨床
（日本評論社・2022年5月）
- 『臨床心理学中事典』
執筆範囲：「学習障害」「自閉スペクトラム症／自閉症スペクトラム障害」「常同運動症」「神経発達症群」「素行症」「注意欠如・多動症」「トゥレット障害」「発達障害者支援法」「発達性協調運動症」「反抗挑発症」「レット症候群」
（遠見書房・2022年12月）
- 『孤独と孤立 : 自分らしさと人とのつながり』
執筆範囲：“つながり” のツールと「孤立・孤独」
（日本看護協会出版会・2023年2月）
- 『注意欠如・多動症－ADHD－の診断・治療ガイドライン 第5版』
執筆範囲：ゲーム・ネット嗜癖
（じほう・2022年10月）
- 『発達障害の精神病理』
執筆範囲：第3章 ADHDのある人の「動機」の構造
（星和書店・2023年6月）
- 『強度行動障害のある人を支えるヒントとアイデア
本人の「困った!」、支援者の「どうしよう…」を軽くする』
第3章・第3節　暮らしを支えるための医療—医療と福祉の連携　（中央法規出版・2023年9月）
- 『発達障害Q&A 臨床の疑問に応える104問』
執筆範囲：Q76 ゲーム行動症を発症している発達障害の子どもへの対応はどのようなものがありますか？
（医学書院・2024年3月）